# Monika Sieveking
Monika Sieveking (* 1944 in Potsdam) ist eine deutsche Malerin, Zeichnerin sowie ehemalige Politikerin (Sozialistische Einheitspartei Westberlins).

## Leben
Monika Sieveking wurde 1944 in Potsdam geboren. Sie studierte von 1964 bis 1970 an der Universität der Künste in Berlin bei Hans Jaenisch und Heinz Trökes (Meisterschülerin).
Neben etwa 50 Einzelausstellungen im In- und Ausland kann sie auf zahlreiche Ausstellungsbeteiligungen zurückblicken.
Nach ihrem Studium entwickelte sie ein vielseitiges, der realistischen Bildkunst verpflichtetes künstlerisches Werk. Ihre Bildsujets setzten sich mit Menschen und alltäglichen Situationen auseinander und bezeugen ein breites Spektrum künstlerischer Techniken, von der Zeichnung, Lithographie, Aquarell bis zum Tafelbild, großformatigen Altar- und sogar Wandbildern und zahlreichen Porträts. Nach 1989 gelingt ihr die überzeugende Erneuerung ihrer gegenständlichen Malerei in besonderer Expressivität, hinsichtlich der Farbigkeit, der von ihr gewählten Bildthemen und der Experimentierfreudigkeit mit neuen künstlerischen Techniken.
Sie arbeitet zudem als Kunstdozentin in Jugendkunstschulen, Sommerakademien in Bremerhaven und in Workshops mit Mund- und Fußmalern, Potsdam.
Sieveking war Mitglied der Sozialistischen Einheitspartei Westberlins und in den 1980er Jahren Mitglied des engeren Führungskreises des Parteivorstands.
Monika Sieveking lebt und arbeitet in Berlin.

## Werk

### Kunstprojekte und Serien
- 1976–1977: art-Sozialreportage „Krankenhausalltag“. Zeichnungen und Gemälde, die in Auseinandersetzung mit dem Alltag im Krankenhaus Benjamin Franklin Berlin (West) entstehen. Archiviert im Museum für Arbeitsschutz, Dortmund
- 1982: art-Sozialreportage „Meinst Du, die Russen wollen Krieg?“. Porträts von russischen Menschen während eines Arbeitsaufenthaltes in Moskau und Minsk.
- 1984: Porträts von Ratsuchenden im Berufsberatungszentrum in Berlin.
- 1984: Altarbild „Unsere Stadt – Stadt Gottes“ für die Martin-Luthergemeinde, Berlin-Neukölln.
- 1985–1989: „Weltenbühne“. Wandbilder für den Abenteuerspielplatz an der Spree in Berlin-Kreuzberg (mit F. Suplie und R. Fässer)
- 1987: „Gesichter des Widerstands“. Porträtzeichnungen von Widerstandskämpfern des Nationalsozialismus, die 1987 noch in Berlin lebten. Archiviert in der Sammlung der Gedenkstätte Deutscher Widerstand, Berlin.
- 2002: Porträt der Vorsitzenden des Bundesverfassungsgerichtes Jutta Limbach.
- 2012: Altarbild „Afrikanische Krippe“ für die Bethesda-Gemeinde in Soweto.
- 2016: Altarbild „Jakobs Traum – ein Traum in der Gropiusstadt“ für die evangelische Gemeinde in der Gropiusstadt, Berlin.

### Einzelausstellungen (Auswahl)
- 1975: NGBK, Realismusstudio, Berlin
- 1975: Galerie Oberhausen
- 1976: Galerie am Savignyplatz, Berlin
- 1977: Frauengalerie „Andere Zeichen“, Berlin
- 1977: Klinikum-Steglitz, Berlin
- 1979: Neue Galerie, München
- 1983: Apexgalerie, Göttingen
- 1984: Kleine Orangerie im Schloss Charlottenburg, Berlin
- 1984: Ladengalerie, Berlin
- 1985: Galerie Junge Kunst, Frankfurt/Oder
- 1986: Galerie Hybridi, Warschau
- 1987: Galerie an der Gorkowo, Moskau
- 1987: Haus der Kunst, Minsk
- 1987: Heimatmuseum Charlottenburg, Berlin
- 1988: Zentralbuchhandlung, Wien
- 1993: Villa Oppenheim, Berlin
- 1993: Galerie am Neuen Palais, Potsdam
- 1994: Galerie am Körnerpark, Berlin
- 1995: Wilkeatelier, Arbeitsstipendium und Ausstellung
- 1995: Galerie Wildeshausen
- 1995: Klostergalerie, Zehdenick
- 1998: Gotisches Haus, Berlin
- 1998: Schlechters Hus, Hannover
- 1999: Überseemuseum, Bremen
- 1999: Türkisches Kulturcentrum, Berlin
- 2002: Possum-Galerie, Maryborough, Australien
- 2004: Galerie am Körnerpark, Berlin
- 2005: Zentral- und Landesbibliothek, Berlin
- 2006: Schwartzsche Villa, Berlin
- 2008: Galerie Futura, Berlin
- 2008: Kunstverein Husum
- 2012: Gotisches Haus, Berlin
- 2013: Diakonisches Hospiz, Berlin
- 2015: Galerie im sympra, Stuttgart
- 2016: Freie Volksbühne, Berlin
- 2018: Kunststation Kleinsassen, Nordhessen (Rhön)
- 2021: Schlossgalerie Caputh, Brandenburg

## Öffentlichen Sammlungen
- Berlin-Museum, Berlin
- Berlinische Galerie, Berlin
- Bundesverfassungsgericht, Karlsruhe (Porträt Jutta Limbach)
- Gedenkstätte des deutschen Widerstands, Berlin
- Kunsthalle Rostock, Rostock
- Kunstmuseum Sofia, Sofia (Bulgarien)
- Museum für Arbeitsschutz, Dortmund
- Überseemuseum Bremen
- Museum Ludwig Köln

## Veröffentlichungen
- 1985: Malerei, Druckgrafik, Zeichnungen. VBK/DDR
- 1986: Monika Sieveking – Mit Menschen : Leben und Bilder. Michael Nungesser. Edition Neue Wege.
- 1988: Katalog zur Ausstellung in Moskau und Minsk
- 1989: Katalog zur Ausstellung in der Ladengalerie, Berlin[2]
- 1994: Zu Wasser, zu Lande, zur Zeit. Katalog zur Ausstellung im Körnerpark, Berlin
- 1996: Schritt für Schritt. Kunstamt Berlin Steglitz-Zehlendorf
- 2003: Monika Sieveking : Arbeiten ; 1996–2003.[3]
- 2007: Rücksichten. Kunstamt Berlin Steglitz-Zehlendorf[4]
- 2019: Monika Sieveking. 1959-2019 in Ausschnitten. Immer-Jetzt.[5]